# Напрієнко Дмитро Віталійович
Дмитро́ Віта́лійович Напріє́нко (21 лютого 1991, Дубно, Україна — 1 грудня 2015, Красногорівка, Україна) — молодший сержант Збройних сил України.

## Короткий життєпис
Закінчив Дубенський педагогічний коледж, навчався в Кременецькій обласній гуманітарно-педагогічній академії ім. Тараса Шевченка.
З грудня 2014-го доброволець, снайпер, служив у 99-му окремому мотопіхотному батальйоні 14-ої окремої механізованої бригади, псевдо «Араміс».
1 грудня 2015-го загинув за трагічних обставин під час виконання бойового завдання в районі Красногорівки.
Похований в місті Дубно 5 грудня 2015-го з військовими почестями.

## Вшанування
- 25 травня 2016 року в Дубні відкрито меморіальну дошку на честь Дмитра Напрієнка.
- Почесний громадянин Дубна (2023; посмертно)[1]